# قلعه‌نویی
قلعه‌نویی ممکن است اشاره نماید به:
- امیر قلعه‌نویی سرمربی فوتبال در ایران
- پژمان قلعه‌نویی پرتاب‌گر چکش اهل ایران و از شرکت کنندگان در بازی‌های المپیک تابستانی ۲۰۱۶